# Margarete Schlegel
Margarete Schlegel (Bromberg, 31 dicembre 1899 – Lewes, 15 luglio 1987) è stata un'attrice e cantante tedesca che, dal 1935 al 1955 lavorò anche per la radio britannica.

## Biografia
Margarete Schlegel debuttò nel 1917 come corista al Thalia Theater di Berlino. Poco tempo dopo, ebbe il suo primo ruolo da attrice nella commedia La zia di Carlo, dove ebbe come partner l'attore Arnold Rieck. Nel 1919, entrò al Schauspielhaus e poi al Deutsches Theater. Qui, recitò ne Il vaso di Pandora e in Risveglio di primavera di Wedekind, cominciando nel contempo anche una carriera di cantante di operetta. Nello stesso anno, inizia la sua carriera cinematografica nel cinema muto. Nel 1922, fu protagonista di Hanneles Himmelfahrt, dove fu diretta da Urban Gad. Il suo ruolo più conosciuto nel cinema parlato fu quello di Mieze in Berlin Alexanderplatz, dove lavorò a fianco di Heinrich George e di Bernhard Minetti, uno dei più grandi interpreti del teatro tedesco.

## Filmografia
- Prinz Kuckuck - Die Höllenfahrt eines Wollüstlings, regia di Paul Leni (1919)
- Der Mann mit der Puppe, regia di Werner Funck (1920)
- Die Hexe, regia di Franz Eckstein (1921)
- Kean, regia di Rudolf Biebrach (1921)
- Der ewige Fluch, regia di Fritz Wendhausen (1921)
- Hanneles Himmelfahrt, regia di Urban Gad (1922)
- La vecchia legge (Das alte Gesetz), regia di Ewald André Dupont (1923)
- Irene d'Or, regia di Karl Sander e Frederic Zelnik (1923)
- Opfer der Liebe, regia di Martin Hartwig (1923)
- Wunder der Schöpfung, regia di Hanns Walter Kornblum, Johannes Meyer e Rudolf Biebrach (1925)
- Berlin Alexanderplatz, regia di Phil Jutzi (1931)
- Nell'azzurro del cielo (Das Blaue vom Himmel), regia di Victor Janson (1932)